# 水口戰鬥
水口戰鬥發生於1922年10月1日-12日，地點是在中國閩西一帶。是北洋政府時期內戰之一。水口戰鬥的交戰兩方為滇二軍許崇智、王永泉、孫本戎及李厚基之史廷颺部。戰鬥結束後，史廷颺部敗，滇二軍得勝。

## 參看
- 北洋政府
- 中華民國北洋政府時期內戰戰鬥列表